# Without You (Badfinger)
"Without You" is een lied geschreven door Pete Ham en Tom Evans van de Britse rockband Badfinger.

## Badfinger
"Without You" van Badfinger verscheen voor het eerst op het album No Dice in 1970, maar is nooit op single verschenen. Het nummer is door meer dan 180 artiesten gecoverd, waarvan de bekendste de uitvoeringen zijn van Nilsson uit 1971 en Mariah Carey uit 1994.

## Harry Nilsson
In 1971 bracht de Amerikaanse zanger Nilsson zijn versie van het nummer Without You uit. Het werd een nummer 1-hit in de Verenigde Staten, het Verenigd Koninkrijk, Ierland, Canada, Australië en Nieuw-Zeeland, In Nederland werd het zijn tweede en tevens grootste hit, in Vlaanderen was het zijn enige hit in de hitparade.

### Hitnoteringen

#### Nederlandse Top 40
| Hitnotering: 08-04-1972 t/m 27-05-1972 | Hitnotering: 08-04-1972 t/m 27-05-1972 | Hitnotering: 08-04-1972 t/m 27-05-1972 | Hitnotering: 08-04-1972 t/m 27-05-1972 | Hitnotering: 08-04-1972 t/m 27-05-1972 | Hitnotering: 08-04-1972 t/m 27-05-1972 | Hitnotering: 08-04-1972 t/m 27-05-1972 | Hitnotering: 08-04-1972 t/m 27-05-1972 | Hitnotering: 08-04-1972 t/m 27-05-1972 | Hitnotering: 08-04-1972 t/m 27-05-1972 |
| Week                                   | 1                                      | 2                                      | 3                                      | 4                                      | 5                                      | 6                                      | 7                                      | 8                                      |                                        |
| -------------------------------------- | -------------------------------------- | -------------------------------------- | -------------------------------------- | -------------------------------------- | -------------------------------------- | -------------------------------------- | -------------------------------------- | -------------------------------------- | -------------------------------------- |
| Nummer                                 | 29                                     | 19                                     | 11                                     | 10                                     | 11                                     | 18                                     | 27                                     | 34                                     | uit                                    |

#### NederlandseDaverende Dertig
| Hitnotering: 15-04-1972 t/m 27-05-1972 | Hitnotering: 15-04-1972 t/m 27-05-1972 | Hitnotering: 15-04-1972 t/m 27-05-1972 | Hitnotering: 15-04-1972 t/m 27-05-1972 | Hitnotering: 15-04-1972 t/m 27-05-1972 | Hitnotering: 15-04-1972 t/m 27-05-1972 | Hitnotering: 15-04-1972 t/m 27-05-1972 | Hitnotering: 15-04-1972 t/m 27-05-1972 | Hitnotering: 15-04-1972 t/m 27-05-1972 |
| Week                                   | 1                                      | 2                                      | 3                                      | 4                                      | 5                                      | 6                                      | 7                                      |                                        |
| -------------------------------------- | -------------------------------------- | -------------------------------------- | -------------------------------------- | -------------------------------------- | -------------------------------------- | -------------------------------------- | -------------------------------------- | -------------------------------------- |
| Nummer                                 | 20                                     | 15                                     | 12                                     | 12                                     | 11                                     | 20                                     | 26                                     | uit                                    |

#### VlaamseRadio 2 Top 30
| Hitnotering week 1: 08-04-1972 Hitnotering week 2 t/m 10: 06-05-1972 t/m 01-07-1972 | Hitnotering week 1: 08-04-1972 Hitnotering week 2 t/m 10: 06-05-1972 t/m 01-07-1972 | Hitnotering week 1: 08-04-1972 Hitnotering week 2 t/m 10: 06-05-1972 t/m 01-07-1972 | Hitnotering week 1: 08-04-1972 Hitnotering week 2 t/m 10: 06-05-1972 t/m 01-07-1972 | Hitnotering week 1: 08-04-1972 Hitnotering week 2 t/m 10: 06-05-1972 t/m 01-07-1972 | Hitnotering week 1: 08-04-1972 Hitnotering week 2 t/m 10: 06-05-1972 t/m 01-07-1972 | Hitnotering week 1: 08-04-1972 Hitnotering week 2 t/m 10: 06-05-1972 t/m 01-07-1972 | Hitnotering week 1: 08-04-1972 Hitnotering week 2 t/m 10: 06-05-1972 t/m 01-07-1972 | Hitnotering week 1: 08-04-1972 Hitnotering week 2 t/m 10: 06-05-1972 t/m 01-07-1972 | Hitnotering week 1: 08-04-1972 Hitnotering week 2 t/m 10: 06-05-1972 t/m 01-07-1972 | Hitnotering week 1: 08-04-1972 Hitnotering week 2 t/m 10: 06-05-1972 t/m 01-07-1972 | Hitnotering week 1: 08-04-1972 Hitnotering week 2 t/m 10: 06-05-1972 t/m 01-07-1972 | Hitnotering week 1: 08-04-1972 Hitnotering week 2 t/m 10: 06-05-1972 t/m 01-07-1972 |
| Week                                                                                | 1                                                                                   |                                                                                     | 2                                                                                   | 3                                                                                   | 4                                                                                   | 5                                                                                   | 6                                                                                   | 7                                                                                   | 8                                                                                   | 9                                                                                   | 10                                                                                  |                                                                                     |
| ----------------------------------------------------------------------------------- | ----------------------------------------------------------------------------------- | ----------------------------------------------------------------------------------- | ----------------------------------------------------------------------------------- | ----------------------------------------------------------------------------------- | ----------------------------------------------------------------------------------- | ----------------------------------------------------------------------------------- | ----------------------------------------------------------------------------------- | ----------------------------------------------------------------------------------- | ----------------------------------------------------------------------------------- | ----------------------------------------------------------------------------------- | ----------------------------------------------------------------------------------- | ----------------------------------------------------------------------------------- |
| Nummer                                                                              | 26                                                                                  | uit                                                                                 | 16                                                                                  | 19                                                                                  | 21                                                                                  | 18                                                                                  | 19                                                                                  | 16                                                                                  | 14                                                                                  | 22                                                                                  | 26                                                                                  | uit                                                                                 |

#### NPO Radio 2 Top 2000
| Nummer met noteringen in de NPO Radio 2 Top 2000 | '99 | '00 | '01 | '02 | '03 | '04  | '05  | '06  | '07  | '08  | '09  | '10  | '11  | '12  | '13  | '14  |
| ------------------------------------------------ | --- | --- | --- | --- | --- | ---- | ---- | ---- | ---- | ---- | ---- | ---- | ---- | ---- | ---- | ---- |
| Without You                                      | 742 | 907 | 859 | 790 | 952 | 1105 | 1021 | 1096 | 1416 | 1111 | 1618 | 1581 | 1519 | 1674 | 1607 | 1655 |

1. ↑  Een vetgedrukt getal geeft de hoogste notering aan.
2. ↑  Deze tabel is bijgewerkt tot en met de meest recente editie (2024).

## Mariah Carey
Op 24 januari 1994 bracht Mariah Carey haar versie van "Without You" uit. Het nummer was de derde single afkomstig van haar album Music Box en opvolger van "Hero". Het werd Carey's tweede nummer 1-hit in de Nederlandse hitparade en was haar enige nummer 1 in de Vlaamse hitlijst.

### Hitnoteringen

#### Nederlandse Top 40
| Hitnotering: 05-03-1994 t/m 02-07-1994 | Hitnotering: 05-03-1994 t/m 02-07-1994 | Hitnotering: 05-03-1994 t/m 02-07-1994 | Hitnotering: 05-03-1994 t/m 02-07-1994 | Hitnotering: 05-03-1994 t/m 02-07-1994 | Hitnotering: 05-03-1994 t/m 02-07-1994 | Hitnotering: 05-03-1994 t/m 02-07-1994 | Hitnotering: 05-03-1994 t/m 02-07-1994 | Hitnotering: 05-03-1994 t/m 02-07-1994 | Hitnotering: 05-03-1994 t/m 02-07-1994 | Hitnotering: 05-03-1994 t/m 02-07-1994 | Hitnotering: 05-03-1994 t/m 02-07-1994 | Hitnotering: 05-03-1994 t/m 02-07-1994 | Hitnotering: 05-03-1994 t/m 02-07-1994 | Hitnotering: 05-03-1994 t/m 02-07-1994 | Hitnotering: 05-03-1994 t/m 02-07-1994 | Hitnotering: 05-03-1994 t/m 02-07-1994 | Hitnotering: 05-03-1994 t/m 02-07-1994 | Hitnotering: 05-03-1994 t/m 02-07-1994 | Hitnotering: 05-03-1994 t/m 02-07-1994 |
| Week                                   | 1                                      | 2                                      | 3                                      | 4                                      | 5                                      | 6                                      | 7                                      | 8                                      | 9                                      | 10                                     | 11                                     | 12                                     | 13                                     | 14                                     | 15                                     | 16                                     | 17                                     | 18                                     |                                        |
| -------------------------------------- | -------------------------------------- | -------------------------------------- | -------------------------------------- | -------------------------------------- | -------------------------------------- | -------------------------------------- | -------------------------------------- | -------------------------------------- | -------------------------------------- | -------------------------------------- | -------------------------------------- | -------------------------------------- | -------------------------------------- | -------------------------------------- | -------------------------------------- | -------------------------------------- | -------------------------------------- | -------------------------------------- | -------------------------------------- |
| Nummer                                 | 23                                     | 9                                      | 2                                      | 1                                      | 1                                      | 1                                      | 1                                      | 1                                      | 1                                      | 4                                      | 4                                      | 4                                      | 5                                      | 9                                      | 18                                     | 22                                     | 26                                     | 36                                     | uit                                    |

#### NederlandseMega Top 50
| Hitnotering: 26-02-1994 t/m 23-07-1994 | Hitnotering: 26-02-1994 t/m 23-07-1994 | Hitnotering: 26-02-1994 t/m 23-07-1994 | Hitnotering: 26-02-1994 t/m 23-07-1994 | Hitnotering: 26-02-1994 t/m 23-07-1994 | Hitnotering: 26-02-1994 t/m 23-07-1994 | Hitnotering: 26-02-1994 t/m 23-07-1994 | Hitnotering: 26-02-1994 t/m 23-07-1994 | Hitnotering: 26-02-1994 t/m 23-07-1994 | Hitnotering: 26-02-1994 t/m 23-07-1994 | Hitnotering: 26-02-1994 t/m 23-07-1994 | Hitnotering: 26-02-1994 t/m 23-07-1994 | Hitnotering: 26-02-1994 t/m 23-07-1994 | Hitnotering: 26-02-1994 t/m 23-07-1994 | Hitnotering: 26-02-1994 t/m 23-07-1994 | Hitnotering: 26-02-1994 t/m 23-07-1994 | Hitnotering: 26-02-1994 t/m 23-07-1994 | Hitnotering: 26-02-1994 t/m 23-07-1994 | Hitnotering: 26-02-1994 t/m 23-07-1994 | Hitnotering: 26-02-1994 t/m 23-07-1994 | Hitnotering: 26-02-1994 t/m 23-07-1994 | Hitnotering: 26-02-1994 t/m 23-07-1994 | Hitnotering: 26-02-1994 t/m 23-07-1994 | Hitnotering: 26-02-1994 t/m 23-07-1994 |
| Week                                   | 1                                      | 2                                      | 3                                      | 4                                      | 5                                      | 6                                      | 7                                      | 8                                      | 9                                      | 10                                     | 11                                     | 12                                     | 13                                     | 14                                     | 15                                     | 16                                     | 17                                     | 18                                     | 19                                     | 20                                     | 21                                     | 22                                     |                                        |
| -------------------------------------- | -------------------------------------- | -------------------------------------- | -------------------------------------- | -------------------------------------- | -------------------------------------- | -------------------------------------- | -------------------------------------- | -------------------------------------- | -------------------------------------- | -------------------------------------- | -------------------------------------- | -------------------------------------- | -------------------------------------- | -------------------------------------- | -------------------------------------- | -------------------------------------- | -------------------------------------- | -------------------------------------- | -------------------------------------- | -------------------------------------- | -------------------------------------- | -------------------------------------- | -------------------------------------- |
| Nummer                                 | 44                                     | 19                                     | 9                                      | 3                                      | 2                                      | 1                                      | 1                                      | 1                                      | 1                                      | 1                                      | 2                                      | 3                                      | 4                                      | 5                                      | 7                                      | 8                                      | 13                                     | 18                                     | 22                                     | 28                                     | 38                                     | 50                                     | uit                                    |

#### VlaamseRadio 2 Top 30
| Hitnotering: 26-03-1994 t/m 09-07-1994 | Hitnotering: 26-03-1994 t/m 09-07-1994 | Hitnotering: 26-03-1994 t/m 09-07-1994 | Hitnotering: 26-03-1994 t/m 09-07-1994 | Hitnotering: 26-03-1994 t/m 09-07-1994 | Hitnotering: 26-03-1994 t/m 09-07-1994 | Hitnotering: 26-03-1994 t/m 09-07-1994 | Hitnotering: 26-03-1994 t/m 09-07-1994 | Hitnotering: 26-03-1994 t/m 09-07-1994 | Hitnotering: 26-03-1994 t/m 09-07-1994 | Hitnotering: 26-03-1994 t/m 09-07-1994 | Hitnotering: 26-03-1994 t/m 09-07-1994 | Hitnotering: 26-03-1994 t/m 09-07-1994 | Hitnotering: 26-03-1994 t/m 09-07-1994 | Hitnotering: 26-03-1994 t/m 09-07-1994 | Hitnotering: 26-03-1994 t/m 09-07-1994 | Hitnotering: 26-03-1994 t/m 09-07-1994 | Hitnotering: 26-03-1994 t/m 09-07-1994 |
| Week                                   | 1                                      | 2                                      | 3                                      | 4                                      | 5                                      | 6                                      | 7                                      | 8                                      | 9                                      | 10                                     | 11                                     | 12                                     | 13                                     | 14                                     | 15                                     | 16                                     |                                        |
| -------------------------------------- | -------------------------------------- | -------------------------------------- | -------------------------------------- | -------------------------------------- | -------------------------------------- | -------------------------------------- | -------------------------------------- | -------------------------------------- | -------------------------------------- | -------------------------------------- | -------------------------------------- | -------------------------------------- | -------------------------------------- | -------------------------------------- | -------------------------------------- | -------------------------------------- | -------------------------------------- |
| Nummer                                 | 10                                     | 5                                      | 1                                      | 2                                      | 1                                      | 1                                      | 1                                      | 1                                      | 1                                      | 1                                      | 3                                      | 3                                      | 2                                      | 5                                      | 5                                      | 27                                     | uit                                    |

#### NPO Radio 2 Top 2000
| Nummer met noteringen in de NPO Radio 2 Top 2000 | '03  | '04  |
| ------------------------------------------------ | ---- | ---- |
| Without You                                      | 1964 | 1805 |

1. ↑  Een vetgedrukt getal geeft de hoogste notering aan.
2. ↑  2003 was het eerste jaar met een notering voor dit nummer.
3. ↑  Deze tabel is bijgewerkt tot en met de meest recente editie (2024).

## Natalia
"Without You" is de debuutsingle van Vlaamse zangeres Natalia en werd vanaf 23 juni 2003 uitgebracht in België. Later in 2003 verscheen het nummer op Natalia's debuutalbum, This time. In de Vlaamse Ultratop 50 haalde ze met het nummer de tweede plaats en in de Vlaamse Radio 2 Top 30 kwam ze zelfs voor 4 weken op nummer 1 terecht. Met deze single behaalde Natalia een gouden plaat en in de zomer van 2003 mocht ze de TOTZ-trofee in ontvangst nemen.

### Hitnoteringen

#### VlaamseUltratop 50
| Hitnotering: 28-06-2003 t/m 27-09-2003 | Hitnotering: 28-06-2003 t/m 27-09-2003 | Hitnotering: 28-06-2003 t/m 27-09-2003 | Hitnotering: 28-06-2003 t/m 27-09-2003 | Hitnotering: 28-06-2003 t/m 27-09-2003 | Hitnotering: 28-06-2003 t/m 27-09-2003 | Hitnotering: 28-06-2003 t/m 27-09-2003 | Hitnotering: 28-06-2003 t/m 27-09-2003 | Hitnotering: 28-06-2003 t/m 27-09-2003 | Hitnotering: 28-06-2003 t/m 27-09-2003 | Hitnotering: 28-06-2003 t/m 27-09-2003 | Hitnotering: 28-06-2003 t/m 27-09-2003 | Hitnotering: 28-06-2003 t/m 27-09-2003 | Hitnotering: 28-06-2003 t/m 27-09-2003 | Hitnotering: 28-06-2003 t/m 27-09-2003 | Hitnotering: 28-06-2003 t/m 27-09-2003 |
| Week                                   | 1                                      | 2                                      | 3                                      | 4                                      | 5                                      | 6                                      | 7                                      | 8                                      | 9                                      | 10                                     | 11                                     | 12                                     | 13                                     | 14                                     |                                        |
| -------------------------------------- | -------------------------------------- | -------------------------------------- | -------------------------------------- | -------------------------------------- | -------------------------------------- | -------------------------------------- | -------------------------------------- | -------------------------------------- | -------------------------------------- | -------------------------------------- | -------------------------------------- | -------------------------------------- | -------------------------------------- | -------------------------------------- | -------------------------------------- |
| Nummer                                 | 4                                      | 2                                      | 2                                      | 2                                      | 2                                      | 4                                      | 4                                      | 5                                      | 7                                      | 10                                     | 11                                     | 21                                     | 32                                     | 46                                     | uit                                    |

#### VlaamseRadio 2 Top 30
| Hitnotering: 28-06-2003 t/m 27-09-2003 | Hitnotering: 28-06-2003 t/m 27-09-2003 | Hitnotering: 28-06-2003 t/m 27-09-2003 | Hitnotering: 28-06-2003 t/m 27-09-2003 | Hitnotering: 28-06-2003 t/m 27-09-2003 | Hitnotering: 28-06-2003 t/m 27-09-2003 | Hitnotering: 28-06-2003 t/m 27-09-2003 | Hitnotering: 28-06-2003 t/m 27-09-2003 | Hitnotering: 28-06-2003 t/m 27-09-2003 | Hitnotering: 28-06-2003 t/m 27-09-2003 | Hitnotering: 28-06-2003 t/m 27-09-2003 | Hitnotering: 28-06-2003 t/m 27-09-2003 | Hitnotering: 28-06-2003 t/m 27-09-2003 | Hitnotering: 28-06-2003 t/m 27-09-2003 | Hitnotering: 28-06-2003 t/m 27-09-2003 | Hitnotering: 28-06-2003 t/m 27-09-2003 |
| Week                                   | 1                                      | 2                                      | 3                                      | 4                                      | 5                                      | 6                                      | 7                                      | 8                                      | 9                                      | 10                                     | 11                                     | 12                                     | 13                                     | 14                                     |                                        |
| -------------------------------------- | -------------------------------------- | -------------------------------------- | -------------------------------------- | -------------------------------------- | -------------------------------------- | -------------------------------------- | -------------------------------------- | -------------------------------------- | -------------------------------------- | -------------------------------------- | -------------------------------------- | -------------------------------------- | -------------------------------------- | -------------------------------------- | -------------------------------------- |
| Nummer                                 | 3                                      | 1                                      | 1                                      | 1                                      | 1                                      | 3                                      | 3                                      | 4                                      | 6                                      | 7                                      | 10                                     | 12                                     | 24                                     | 29                                     | uit                                    |